# هنا الكويت (كتاب)
كتاب هنا الكويت - الإذاعة تاريخ وأعلام من تأليف يوسف عبدالوهاب السريّع وتم نشره من قبل مكتبة الكويت الوطنية في الكويت عام 2008م تحت رقم إيداع 2008/013.
يدور موضوع الكتاب حول تاريخ إذاعة الكويت، حيث يتناول تاريخ الإذاعة والأحداث التي حصلت في تلك الفترة منذ النشأة وحتى تاريخ الإذاعة الحديث.

## فصول الكتاب
يتكون الكتاب من أربعة فصول وهي كالتالي:
- الفصل الأول: الراديو..الاختراع والتطور التاريخي

يتناول هذا القسم تاريخ الراديو وبداياته في العالم بعد قيام ماركوني باختراعه في عام 1896م.
- الفصل الثاني: الإذاعة في الكويت

يتطرق الفصل الثاني إلى تاريخ نشأة الإذاعة في الكويت مع بعض الإحصائيات وقائمة البرامج وكشف بأسماء المذيعين من الفترة 2006 / 2007 وأقسام الإذاعة وشرح مفصل لدور كل قسم.
- الفصل الثالث: احتلال وتحرير وانطلاقة إلى الألفية الثالثة

يدور الفصل الثالث حول تاريخ إذاعة دولة الكويت في فترة الغزو العراقي للكويت وما بعد تحرير الكويت.
- الفصل الرابع: التنسيق العربي

يحتوي الفصل الرابع على معلومات حول اتحاد إذاعات الدول العربية ودليل المعلومات الأساسية عن محطات الإذاعة (البرامجية) بهيئات الإذاعات العربية وتردد موجات إذاعة الكويت.
- قسم الإذاعة في صور

يحتوي هذا القسم على صور قد تكون نادرة لمذيعين ومذيعات الكويت وبعض الشخصيات.